# Fritzing
Fritzing은  전자 하드웨어 설계를 위한 아마추어 또는 비전문가를 위한 EDA CAD 소프트웨어를 개발하고 프로토 타입을 실험하는 것에서부터 제작용 회로를 만드는 것까지 폭넓게 사용할 수 있는 디자이너와 아티스트를 지원하기 위한 오픈 소스 프로젝트이다. 그것은 포츠담 대학교 응용과학부에서 개발되었다.

## 아두이노 정신
이 소프트웨어는 프로세싱 프로그래밍 언어와 Arduino 마이크로 컨트롤러의 정신으로 만들어졌으며 디자이너, 아티스트, 연구원 또는 비전문가가 Arduino 기반 프로토 타입을 문서화하고 제조를 위한 PCB 레이아웃을 만들 수 있도록 하는데 취지를 두고 있다. 관련 웹 사이트를 통해 사용자는 초안 및 경험을 공유하고 토론할 수 있을 뿐만 아니라 제조 비용을 절감 할 수 있다.
따라서 Fritzing은 엔지니어가 아닌 사람들을 위한 전자 설계 자동화 (EDA) 도구로 볼 수 있다. 입력 프로토타입은 브레드 보드 기반의 디자이너 환경에서 영감을 얻었으며 출력은 접근 가능한 생산 수단에 초점을 맞추었다. 코드 보기 옵션이 추가됐다. 코드보기 옵션을 사용하면 코드를 수정하고 Arduino 장치에 직접 업로드 할 수 있다.

## 같이 보기
- 일렉트릭
- gEDA